# 한국선박해양
한국선박해양은 정부가 해운업 지원방안 목적으로 설립한 공공기관으로, 2018년 한국해양진흥공사 설립에 따라 흡수 통합되었다.
국책은행인 한국산업은행과 한국수출입은행, 한국자산관리공사가 100% 출자하여 2017년 1월 설립되었으며, 본사는 부산광역시 해운대구 우동 해운대아이파크에 위치하고 있다. 초기 자본금은 1조원 규모로, 한국산업은행이 50%, 한국수출입은행이 40%, 한국자산관리공사가 10%의 지분을 투자할 예정이다.
한국선박해양은 정부가 2016년 10월 31일 발표한 '해운산업 경쟁력 강화방안'에 따라 설립되는 것으로, 해운사 재무구조 개선을 지원하기 위해 2017년 1월 출범 하였다.
한국선박해양은 선사들의 원가절감 및 재무개선을 위해 자본금 1조원 규모로 선사 소유의 선박을 시가로 인수하고 선사들에게 다시 빌려주는 선박은행(tonnage bank)기능을 담당 하고 있다.
한국선박해양의 초기 자본금 출자는 정부가 주도하며, 국책은행인 한국산업은행 50%, 한국수출입은행 40%, 준정부기관인 한국자산관리공사가 10% 부담하게 되며, 초기 자본금 1조원 규모는 수요에 따라 확대될 전망이다.
한국선박해양은 선박금융공사 대선공약의 일환으로 출범하는 것으로, 향후 한국해양보증, 해양금융종합센터, 캠코선박운용 등의 선박금융 기관들과 시너지가 기대된다.
2017년 8월 대한민국 정부는 한국해양보증보험, 한국선박해양 등을 통합하여 한국해양진흥공사 설립 방안을 확정하여 발표하였다.
2017년 8월 23일 더불어민주당 이개호 의원 외 17인은 의원 입법발의의 형태로 한국해양진흥공사 설립 법안을 대표 발의하였다.
2017년 12월 1일 국회 농림축산식품해양수산위원회 법안 심사가 수정 가결되었고, 2017년 12월 20일 국회 법제사법위원회의 체계자구심사를 거쳐 2017년 12월 29일 국회 본회의에서 법안이 수정안대로 가결되었다.
한국해양보증보험, 한국선박해양, (사)한국해운거래정보센터는 2018년 7월 1일 출범하는 한국해양진흥공사에 흡수 통합되었다.

## 역사
- 2017년 1월 한국선박해양 설립
- 나성대 선박해양사장 "해운사 불황 견디도록 지원"[1]
- 문재인 "해운업 살기기 위해 자금본 4조~5조 규모 한국해양선박금융공사 설립해야"[2]